# Ancien génie militaire
L'ancien génie militaire et la maison dite du commandant d'armes forment d'anciens bâtiments militaires remarquables de l'île de La Réunion, département et région d'outre-mer français dans le sud-ouest de l'océan Indien. Situés dans le quartier de Saint-Denis appelé Le Barachois, précisément aux 3 et 8, rue Sarda Garriga, ils sont inscrits ensemble à l'inventaire supplémentaire des Monuments historiques depuis le 3 avril 2007. Cette inscription recouvre le terrain d’assiette, les façades et les toitures,.